# حركة الجمهورية الخامسة
كانت حركة الجمهورية الخامسة حزب سياسي اشتراكي في فنزويلا. تأسست في يوليو 1997، في أعقاب المؤتمر الوطني للحركة البوليفارية الثورية - 200، لدعم ترشيح هوغو شافيز، الرئيس السابق لفنزويلا، في الانتخابات الرئاسية لعام 1998. تشير «الجمهورية الخامسة» إلى حقيقة أن جمهورية فنزويلا كانت في عام 1997 هي الرابعة في تاريخ فنزويلا، وأن الحركة تهدف إلى إعادة تأسيس الجمهورية من خلال جمعية تأسيسية. بعد فوز شافيز في انتخابات عام 1998، حدث ذلك في عام 1999، مما أدى إلى دستور فنزويلا لعام 1999.
في الانتخابات التشريعية التي جرت في 30 يوليو 2000، فاز الحزب بـ 91 مقعدا من أصل 165 مقعدا في الجمعية الوطنية. في نفس اليوم انتخب هوغو شافيز رئيسا بنسبة 59.5% من الأصوات. وفي الانتخابات البرلمانية التي أجريت في 4 ديسمبر 2005، فاز الحزب ب 114 مقعدا من أصل 167 مقعدا، وفازت الأحزاب المتحالفة بالمقاعد المتبقية. وكانت أحزاب المعارضة قد انسحبت بشكل غير متوقع قبل عدة أيام من يوم الانتخابات، وكانت نسبة المشاركة 25% فقط.
في ديسمبر 2006 ويناير 2007 بدأ الحزب عملية حله، لتشكيل الحزب الاشتراكي الموحد المقترح في فنزويلا (PSUV). اندمج في PSUV في 20 أكتوبر 2007.

## التأسيس
تأسست حركة الجمهورية الخامسة في يوليو 1997 لدعم الأهداف الانتخابية للحركة البوليفارية الثورية - 200. لعدة سنوات بعد إطلاق سراحه من السجن عام 1994، حافظ شافيز على موقف ضد المشاركة في الانتخابات، معتقدًا أنها لعبة ثابتة لم تضف سوى الشرعية على النظام القائم. أدى ذلك إلى انقسام مع زميله فرانسيسكو أرياس كارديناس، الذي غادر الحركة البوليفارية-200. في السنوات الأولى بعد إطلاق سراحه، نظر شافيز في إمكانية حدوث محاولة انقلاب أخرى، ولكن مع ظهور احتمالات ضئيلة، حثه بعض المستشارين، ولا سيما لويس ميكيلينا، على إعادة النظر في شكوكه في الانتخابات، بحجة أن شافيز يمكن أن يفوز بشكل مقنع لدرجة أن المؤسسة لن تكون قادرة على حرمانه من الفوز. ولمعرفة ما إذا كان هذا هو الحال، أنشأ شافيز فرقًا من علماء النفس وعلماء الاجتماع وأساتذة الجامعات والطلاب لإجراء مسح. وبدعمهم، قام أعضاء القاعدة الشعبية في الحركة البوليفارية باستطلاع آراء عشرات الآلاف من الناس في جميع أنحاء البلاد. وأظهرت النتائج أن 70 في المائة من المشاركين في الاستطلاع أيدوا ترشح شافيز للرئاسة - وقال 57 في المائة إنهم سيصوتون له. تعزز الدعم للمسار الانتخابي عندما فاز أرياس كارديناس، كمرشح لحزب قضية متطرفة، برئاسة حاكم ولاية زوليا في الانتخابات الإقليمية التي جرت في ديسمبر 1995.

## أهداف
كان الحزب ملتزماً بالثورة البوليفارية وادعى أنه الصوت السياسي لفقراء البلاد.

## وصلات خارجية
- الموقع الرسمي